# Рудольф Гайслер
Рудольф Гайслер (нім. Rudolf Geisler; 29 березня 1911, Геннерсдорф — 13 квітня 1944, Ковель) — німецький офіцер, оберстлейтенант вермахту. Кавалер Лицарського хреста Залізного хреста з дубовим листям.

## Біографія
1 квітня 1930 року вступив у 8-й саперний батальйон. В 1934 році переведений в 1-й саперний батальйон. З травня 1938 року — командир 3-ї роти 8-го саперного батальйону. Учасник Польської і Французької кампаній, а також Німецько-радянської війни. Відзначився в боях на північний захід від Ковеля. В 1944 році знову бився під Ковелем, тепер уже в котлі, де й загинув. Похований на німецькому військовому цвинтарі в Пулавах.

## Нагороди
- Медаль «За вислугу років у Вермахті» 4-го класу (4 роки)
- Залізний хрест
  - 2-го класу (30 вересня 1939)
  - 1-го класу (13 серпня 1941)
- Нагрудний знак «За участь у загальних штурмових атаках» 1-го ступеня (жовтень 1940)
- Медаль «За зимову кампанію на Сході 1941/42» (22 серпня 1942)
- Нагрудний знак «За поранення» в сріблі (квітень 1943)
- Німецький хрест в золоті (3 червня 1943)
- Лицарський хрест Залізного хреста з дубовим листям
  - лицарський хрест (7 грудня 1943)
  - дубове листя (№455; 13 квітня 1944)